# Lara Dickenmann
Lara Joy Dickenmann (Kriens, 27 novembre 1985) è un'ex calciatrice svizzera, di ruolo centrocampista.
Ha giocato con la maglia della nazionale svizzera in 135 partite, segnando 53 reti, diventando la calciatrice elvetica col maggior numero di presenze in nazionale.

## Statistiche

### Cronologia presenze e reti in nazionale
| Cronologia completa delle presenze e delle reti in nazionale ― Svizzera | Cronologia completa delle presenze e delle reti in nazionale ― Svizzera | Cronologia completa delle presenze e delle reti in nazionale ― Svizzera | Cronologia completa delle presenze e delle reti in nazionale ― Svizzera | Cronologia completa delle presenze e delle reti in nazionale ― Svizzera | Cronologia completa delle presenze e delle reti in nazionale ― Svizzera | Cronologia completa delle presenze e delle reti in nazionale ― Svizzera | Cronologia completa delle presenze e delle reti in nazionale ― Svizzera |
| Data                                                                    | Città                                                                   | In casa                                                                 | Risultato                                                               | Ospiti                                                                  | Competizione                                                            | Reti                                                                    | Note                                                                    |
| ----------------------------------------------------------------------- | ----------------------------------------------------------------------- | ----------------------------------------------------------------------- | ----------------------------------------------------------------------- | ----------------------------------------------------------------------- | ----------------------------------------------------------------------- | ----------------------------------------------------------------------- | ----------------------------------------------------------------------- |
| 14-8-2002                                                               | Basilea                                                                 | Svizzera                                                                | 1 – 2                                                                   | Francia                                                                 | Amichevole                                                              | 1                                                                       |                                                                         |
| 18-4-2003                                                               | Göteborg                                                                | Svezia                                                                  | 6 – 0                                                                   | Svizzera                                                                | Qual. Euro 2005                                                         | -                                                                       |                                                                         |
| 17-5-2003                                                               | Breitenbach                                                             | Svizzera                                                                | 1 – 0                                                                   | Serbia e Montenegro                                                     | Qual. Euro 2005                                                         | -                                                                       |                                                                         |
| 1-6-2003                                                                | Helsinki                                                                | Finlandia                                                               | 1 – 1                                                                   | Svizzera                                                                | Qual. Euro 2005                                                         | -                                                                       |                                                                         |
| 27-9-2003                                                               | Frauenfeld                                                              | Italia                                                                  | 0 – 1                                                                   | Svizzera                                                                | Qual. Euro 2005                                                         | -                                                                       |                                                                         |
| 24-4-2004                                                               | Soletta                                                                 | Svizzera                                                                | 0 – 2                                                                   | Svezia                                                                  | Qual. Euro 2005                                                         | -                                                                       |                                                                         |
| 22-5-2004                                                               | Trapani                                                                 | Italia                                                                  | 0 – 0                                                                   | Svizzera                                                                | Qual. Euro 2005                                                         | -                                                                       |                                                                         |
| 4-9-2004                                                                | Basilea                                                                 | Svizzera                                                                | 0 – 2                                                                   | Finlandia                                                               | Qual. Euro 2005                                                         | -                                                                       |                                                                         |
| 29-9-2004                                                               | Kruševac                                                                | Serbia e Montenegro                                                     | 1 – 0                                                                   | Svizzera                                                                | Qual. Euro 2005                                                         | -                                                                       |                                                                         |
| 1-9-2005                                                                | Zurigo                                                                  | Svizzera                                                                | 0 – 2                                                                   | Russia                                                                  | Qual. Mondiali 2007                                                     | -                                                                       |                                                                         |
| 12-11-2005                                                              | Monaco di Baviera                                                       | Germania                                                                | 4 – 0                                                                   | Svizzera                                                                | Qual. Mondiali 2007                                                     | -                                                                       |                                                                         |
| 25-3-2006                                                               | Bienne                                                                  | Svizzera                                                                | 2 – 0                                                                   | Irlanda                                                                 | Qual. Mondiali 2007                                                     | 2                                                                       |                                                                         |
| 22-4-2006                                                               | Dublino                                                                 | Irlanda                                                                 | 2 – 0                                                                   | Svizzera                                                                | Qual. Mondiali 2007                                                     | -                                                                       |                                                                         |
| 26-4-2006                                                               | Glasgow                                                                 | Scozia                                                                  | 1 – 0                                                                   | Svizzera                                                                | Qual. Mondiali 2007                                                     | -                                                                       |                                                                         |
| 23-8-2006                                                               | Friburgo                                                                | Svizzera                                                                | 1 – 1                                                                   | Scozia                                                                  | Qual. Mondiali 2007                                                     | -                                                                       |                                                                         |
| 30-8-2006                                                               | Sciaffusa                                                               | Svizzera                                                                | 0 – 6                                                                   | Germania                                                                | Qual. Mondiali 2007                                                     | -                                                                       |                                                                         |
| 23-9-2006                                                               | Mosca                                                                   | Russia                                                                  | 2 – 0                                                                   | Svizzera                                                                | Qual. Mondiali 2007                                                     | -                                                                       |                                                                         |
| 25-2-2007                                                               | Ginevra                                                                 | Svizzera                                                                | 2 – 3                                                                   | Danimarca                                                               | Amichevole                                                              | -                                                                       |                                                                         |
| 17-4-2007                                                               | Olomouc                                                                 | Rep. Ceca                                                               | 3 – 0                                                                   | Svizzera                                                                | Amichevole                                                              | -                                                                       |                                                                         |
| 5-5-2007                                                                | Losanna                                                                 | Svizzera                                                                | 1 – 0                                                                   | Belgio                                                                  | Qual. Euro 2009                                                         | -                                                                       |                                                                         |
| 9-5-2007                                                                | Berna                                                                   | Svizzera                                                                | 2 – 2                                                                   | Paesi Bassi                                                             | Qual. Euro 2009                                                         | -                                                                       |                                                                         |
| 22-8-2007                                                               | Dortmund                                                                | Germania                                                                | 7 – 0                                                                   | Svizzera                                                                | Qual. Euro 2009                                                         | -                                                                       |                                                                         |
| 28-10-2007                                                              | Cardiff                                                                 | Galles                                                                  | 0 – 2                                                                   | Svizzera                                                                | Qual. Euro 2009                                                         | -                                                                       |                                                                         |
| 22-3-2008                                                               | Zurigo                                                                  | Svizzera                                                                | 3 – 0                                                                   | Romania                                                                 | Amichevole                                                              | 1                                                                       |                                                                         |
| 9-4-2008                                                                | Nyon                                                                    | Svizzera                                                                | 0 – 0                                                                   | Italia                                                                  | Amichevole                                                              | -                                                                       |                                                                         |
| 27-4-2008                                                               | Anversa                                                                 | Belgio                                                                  | 3 – 1                                                                   | Svizzera                                                                | Qual. Euro 2009                                                         | -                                                                       |                                                                         |
| 8-5-2008                                                                | Oberdorf                                                                | Svizzera                                                                | 2 – 0                                                                   | Galles                                                                  | Qual. Euro 2009                                                         | 2                                                                       |                                                                         |
| 30-8-2008                                                               | Rotterdam                                                               | Paesi Bassi                                                             | 1 – 1                                                                   | Svizzera                                                                | Qual. Euro 2009                                                         | -                                                                       |                                                                         |
| 1-10-2008                                                               | Basilea                                                                 | Svizzera                                                                | 0 – 3                                                                   | Germania                                                                | Qual. Euro 2009                                                         | -                                                                       |                                                                         |
| 19-9-2009                                                               | Zurigo                                                                  | Svizzera                                                                | 2 – 0                                                                   | Irlanda                                                                 | Qual. Mondiali 2011                                                     | 1                                                                       |                                                                         |
| 23-9-2009                                                               | Winterthur                                                              | Svizzera                                                                | 1 – 2                                                                   | Russia                                                                  | Qual. Mondiali 2011                                                     | -                                                                       |                                                                         |
| 28-10-2009                                                              | Gerusalemme                                                             | Israele                                                                 | 1 – 2                                                                   | Svizzera                                                                | Qual. Mondiali 2011                                                     | -                                                                       |                                                                         |
| 27-3-2010                                                               | San Gallo                                                               | Svizzera                                                                | 6 – 0                                                                   | Israele                                                                 | Qual. Mondiali 2011                                                     | 1                                                                       |                                                                         |
| 31-3-2010                                                               | Dublino                                                                 | Irlanda                                                                 | 1 – 2                                                                   | Svizzera                                                                | Qual. Mondiali 2011                                                     | -                                                                       |                                                                         |
| 19-6-2010                                                               | Mosca                                                                   | Russia                                                                  | 0 – 3                                                                   | Svizzera                                                                | Qual. Mondiali 2011                                                     | -                                                                       |                                                                         |
| 23-6-2010                                                               | Karaganda                                                               | Kazakistan                                                              | 2 – 4                                                                   | Svizzera                                                                | Qual. Mondiali 2011                                                     | 2                                                                       |                                                                         |
| 21-8-2010                                                               | Friburgo                                                                | Svizzera                                                                | 8 – 0                                                                   | Kazakistan                                                              | Qual. Mondiali 2011                                                     | -                                                                       |                                                                         |
| 12-9-2010                                                               | Liverpool                                                               | Inghilterra                                                             | 2 – 0                                                                   | Svizzera                                                                | Qual. Mondiali 2011                                                     | -                                                                       |                                                                         |
| 16-9-2010                                                               | Wohlen                                                                  | Svizzera                                                                | 2 – 3                                                                   | Inghilterra                                                             | Qual. Mondiali 2011                                                     | -                                                                       |                                                                         |
| 3-10-2010                                                               | Copenaghen                                                              | Danimarca                                                               | 1 – 3                                                                   | Svizzera                                                                | Qual. Mondiali 2011                                                     | -                                                                       |                                                                         |
| 6-10-2010                                                               | Sciaffusa                                                               | Svizzera                                                                | 0 – 0                                                                   | Danimarca                                                               | Qual. Mondiali 2011                                                     | -                                                                       |                                                                         |
| 23-10-2010                                                              | Treviso                                                                 | Italia                                                                  | 1 – 0                                                                   | Svizzera                                                                | Qual. Mondiali 2011                                                     | -                                                                       |                                                                         |
| 26-10-2010                                                              | Zurigo                                                                  | Svizzera                                                                | 2 – 4                                                                   | Italia                                                                  | Qual. Mondiali 2011                                                     | -                                                                       |                                                                         |
| 17-9-2011                                                               | Dortmund                                                                | Germania                                                                | 4 – 1                                                                   | Svizzera                                                                | Qual. Euro 2013                                                         | -                                                                       |                                                                         |
| 21-11-2011                                                              | Aarau                                                                   | Svizzera                                                                | 8 – 1                                                                   | Kazakistan                                                              | Qual. Euro 2013                                                         | 3                                                                       |                                                                         |
| 28-2-2012                                                               | Nicosia                                                                 | Francia                                                                 | 3 – 0                                                                   | Svizzera                                                                | Cyprus Cup 2012 - 1º turno                                              | -                                                                       |                                                                         |
| 4-3-2012                                                                | Paralimni                                                               | Finlandia                                                               | 3 – 1                                                                   | Svizzera                                                                | Cyprus Cup 2012 - 1º turno                                              | -                                                                       |                                                                         |
| 6-3-2012                                                                | Larnaca                                                                 | Svizzera                                                                | 5 – 0                                                                   | Irlanda del Nord                                                        | Cyprus Cup 2012 - finale 11º/12º posto                                  | -                                                                       |                                                                         |
| 31-3-2012                                                               | Nyon                                                                    | Svizzera                                                                | 5 – 0                                                                   | Svizzera                                                                | Qual. Euro 2013                                                         | 1                                                                       |                                                                         |
| 5-4-2012                                                                | Montreux                                                                | Svizzera                                                                | 0 – 6                                                                   | Germania                                                                | Qual. Euro 2013                                                         | -                                                                       |                                                                         |
| 26-5-2012                                                               | Ginevra                                                                 | Svizzera                                                                | 1 – 0                                                                   | Irlanda                                                                 | Amichevole                                                              | 1                                                                       |                                                                         |
| 16-6-2012                                                               | Lugano                                                                  | Svizzera                                                                | 4 – 3                                                                   | Spagna                                                                  | Qual. Euro 2013                                                         | -                                                                       |                                                                         |
| 21-6-2012                                                               | Bucarest                                                                | Romania                                                                 | 4 – 2                                                                   | Svizzera                                                                | Qual. Euro 2013                                                         | -                                                                       |                                                                         |
| 22-8-2012                                                               | Vienna                                                                  | Austria                                                                 | 1 – 2                                                                   | Svizzera                                                                | Amichevole                                                              | 1                                                                       |                                                                         |
| 15-9-2012                                                               | Istanbul                                                                | Turchia                                                                 | 1 – 3                                                                   | Svizzera                                                                | Qual. Euro 2013                                                         | 1                                                                       |                                                                         |
| 23-10-2012                                                              | Göteborg                                                                | Svezia                                                                  | 3 – 0                                                                   | Svizzera                                                                | Amichevole                                                              | -                                                                       |                                                                         |
| 6-3-2013                                                                | Nicosia                                                                 | Canada                                                                  | 2 – 0                                                                   | Svizzera                                                                | Cyprus Cup 2013 - 1º turno                                              | -                                                                       |                                                                         |
| 8-3-2013                                                                | Nicosia                                                                 | Svizzera                                                                | 1 – 1                                                                   | Paesi Bassi                                                             | Cyprus Cup 2013 - 1º turno                                              | -                                                                       |                                                                         |
| 10-3-2013                                                               | Paralimni                                                               | Svizzera                                                                | 3 – 2                                                                   | Finlandia                                                               | Cyprus Cup 2013 - 1º turno                                              | 1                                                                       |                                                                         |
| 13-3-2013                                                               | Larnaca                                                                 | Nuova Zelanda                                                           | 2 – 1                                                                   | Svizzera                                                                | Cyprus Cup 2013 - finale 3º/4º posto                                    | -                                                                       |                                                                         |
| 6-4-2013                                                                | San Gallo                                                               | Svizzera                                                                | 3 – 1                                                                   | Svizzera                                                                | Amichevole                                                              | -                                                                       |                                                                         |
| 19-6-2013                                                               | Tampere                                                                 | Finlandia                                                               | 2 – 2                                                                   | Svizzera                                                                | Amichevole                                                              | 1                                                                       |                                                                         |
| 21-9-2013                                                               | Basilea                                                                 | Svizzera                                                                | 9 – 0                                                                   | Serbia                                                                  | Qual. Mondiali 2015                                                     | 1                                                                       |                                                                         |
| 26-10-2013                                                              | Reykjavík                                                               | Islanda                                                                 | 0 – 2                                                                   | Svizzera                                                                | Qual. Mondiali 2015                                                     | 1                                                                       |                                                                         |
| 31-10-2013                                                              | Aarhus                                                                  | Danimarca                                                               | 0 – 1                                                                   | Svizzera                                                                | Qual. Mondiali 2015                                                     | -                                                                       |                                                                         |
| 13-1-2014                                                               | Stoccarda                                                               | Germania                                                                | 1 – 2                                                                   | Svizzera                                                                | Amichevole                                                              | 1                                                                       |                                                                         |
| 16-1-2014                                                               | Belo Horizonte                                                          | Brasile                                                                 | 2 – 1                                                                   | Svizzera                                                                | Amichevole                                                              | -                                                                       |                                                                         |
| 12-2-2014                                                               | Tel Aviv                                                                | Israele                                                                 | 0 – 5                                                                   | Svizzera                                                                | Qual. Mondiali 2015                                                     | 1                                                                       |                                                                         |
| 5-3-2014                                                                | Nicosia                                                                 | Svizzera                                                                | 1 – 1                                                                   | Corea del Sud                                                           | Cyprus Cup 2014 - 1º turno                                              | 1                                                                       |                                                                         |
| 7-3-2014                                                                | Larnaca                                                                 | Svizzera                                                                | 2 – 1                                                                   | Nuova Zelanda                                                           | Cyprus Cup 2014 - 1º turno                                              | -                                                                       |                                                                         |
| 10-3-2014                                                               | Paralimni                                                               | Svizzera                                                                | 1 – 2                                                                   | Irlanda                                                                 | Cyprus Cup 2014 - 1º turno                                              | 1                                                                       |                                                                         |
| 12-3-2014                                                               | Nicosia                                                                 | Paesi Bassi                                                             | 4 – 1                                                                   | Svizzera                                                                | Cyprus Cup 2014 - finale 9º/10º posto                                   | -                                                                       | 87’                                                                     |
| 5-4-2014                                                                | Zurigo                                                                  | Svizzera                                                                | 11 – 0                                                                  | Malta                                                                   | Qual. Mondiali 2015                                                     | 3                                                                       |                                                                         |
| 10-4-2014                                                               | Lucerna                                                                 | Svizzera                                                                | 1 – 1                                                                   | Danimarca                                                               | Qual. Mondiali 2015                                                     | 1                                                                       |                                                                         |
| 8-5-2014                                                                | Nyon                                                                    | Svizzera                                                                | 3 – 0                                                                   | Islanda                                                                 | Qual. Mondiali 2015                                                     | 1                                                                       |                                                                         |
| 15-6-2014                                                               | Wohlen                                                                  | Svizzera                                                                | 9 – 0                                                                   | Israele                                                                 | Qual. Mondiali 2015                                                     | -                                                                       |                                                                         |
| 19-6-2014                                                               | Belgrado                                                                | Serbia                                                                  | 0 – 7                                                                   | Svizzera                                                                | Qual. Mondiali 2015                                                     | 2                                                                       | 56’                                                                     |
| 21-8-2014                                                               | Dallas                                                                  | Stati Uniti                                                             | 4 – 1                                                                   | Svizzera                                                                | Amichevole                                                              | -                                                                       |                                                                         |
| 17-9-2014                                                               | Ta' Qali                                                                | Malta                                                                   | 0 – 5                                                                   | Svizzera                                                                | Qual. Mondiali 2015                                                     | -                                                                       |                                                                         |
| 9-2-2015                                                                | Manchester                                                              | Inghilterra                                                             | 2 – 1                                                                   | Svizzera                                                                | Amichevole                                                              | -                                                                       |                                                                         |
| 12-2-2015                                                               | Lisbona                                                                 | Portogallo                                                              | 1 – 0                                                                   | Svizzera                                                                | Amichevole                                                              | -                                                                       |                                                                         |
| 4-3-2015                                                                | Porto                                                                   | Svizzera                                                                | 2 – 0                                                                   | Islanda                                                                 | Algarve Cup 2015 - 1º turno                                             | 2                                                                       |                                                                         |
| 6-3-2015                                                                | Vila Real de Santo António                                              | Stati Uniti                                                             | 3 – 0                                                                   | Svizzera                                                                | Algarve Cup 2015 - 1º turno                                             | -                                                                       |                                                                         |
| 9-3-2015                                                                | Lagos                                                                   | Norvegia                                                                | 2 – 2                                                                   | Svizzera                                                                | Algarve Cup 2015 - 1º turno                                             | -                                                                       |                                                                         |
| 11-3-2015                                                               | Albufeira                                                               | Brasile                                                                 | 4 – 1                                                                   | Svizzera                                                                | Algarve Cup 2015 - Finale 7º/8º posto                                   | -                                                                       |                                                                         |
| 8-4-2015                                                                | Göteborg                                                                | Svezia                                                                  | 1 – 3                                                                   | Svizzera                                                                | Amichevole                                                              | 1                                                                       |                                                                         |
| 25-6-2015                                                               | Basilea                                                                 | Svizzera                                                                | 1 – 3                                                                   | Germania                                                                | Amichevole                                                              | -                                                                       |                                                                         |
| 8-6-2015                                                                | Calgary                                                                 | Svizzera                                                                | 0 – 1                                                                   | Giappone                                                                | Mondiali 2015 - 1º turno                                                | -                                                                       |                                                                         |
| 16-6-2015                                                               | Edmonton                                                                | Camerun                                                                 | 2 – 1                                                                   | Svizzera                                                                | Mondiali 2015 - 1º turno                                                | -                                                                       | 80’                                                                     |
| 22-6-2015                                                               | Vancouver                                                               | Canada                                                                  | 1 – 0                                                                   | Svizzera                                                                | Mondiali 2015 - Ottavi di finale                                        | -                                                                       |                                                                         |
| 20-9-2015                                                               | La Chaux-de-Fonds                                                       | Svizzera                                                                | 4 – 1                                                                   | Danimarca                                                               | Amichevole                                                              | 2                                                                       |                                                                         |
| 24-10-2015                                                              | Cesena                                                                  | Italia                                                                  | 0 – 3                                                                   | Svizzera                                                                | Qual. Euro 2017                                                         | -                                                                       | 68’                                                                     |
| 28-10-2015                                                              | San Gallo                                                               | Svizzera                                                                | 4 – 0                                                                   | Georgia                                                                 | Qual. Euro 2017                                                         | 1                                                                       |                                                                         |
| 27-11-2015                                                              | Belfast                                                                 | Irlanda del Nord                                                        | 0 – 8                                                                   | Svizzera                                                                | Qual. Euro 2017                                                         | 1                                                                       |                                                                         |
| 4-12-2015                                                               | Neuchâtel                                                               | Svizzera                                                                | 5 – 1                                                                   | Rep. Ceca                                                               | Qual. Euro 2017                                                         | -                                                                       | 77’                                                                     |
| 2-3-2016                                                                | Amsterdam                                                               | Svizzera                                                                | 3 – 4                                                                   | Paesi Bassi                                                             | Qual. Olimpiadi 2016                                                    | -                                                                       |                                                                         |
| 5-3-2016                                                                | Utrecht                                                                 | Svezia                                                                  | 1 – 0                                                                   | Svizzera                                                                | Qual. Olimpiadi 2016                                                    | -                                                                       |                                                                         |
| 9-3-2016                                                                | Rotterdam                                                               | Svizzera                                                                | 2 – 1                                                                   | Norvegia                                                                | Qual. Olimpiadi 2016                                                    | -                                                                       |                                                                         |
| 10-4-2016                                                               | Bienne                                                                  | Svizzera                                                                | 2 – 1                                                                   | Italia                                                                  | Qual. Euro 2017                                                         | -                                                                       |                                                                         |
| 4-6-2016                                                                | Praga                                                                   | Rep. Ceca                                                               | 0 – 5                                                                   | Svizzera                                                                | Qual. Euro 2017                                                         | -                                                                       |                                                                         |
| 15-9-2016                                                               | Tbilisi                                                                 | Georgia                                                                 | 0 – 3                                                                   | Svizzera                                                                | Qual. Euro 2017                                                         | 1                                                                       |                                                                         |
| 20-9-2016                                                               | Ginevra                                                                 | Svizzera                                                                | 4 – 0                                                                   | Irlanda del Nord                                                        | Qual. Euro 2017                                                         | -                                                                       |                                                                         |
| 23-10-2016                                                              | Minneapolis                                                             | Stati Uniti                                                             | 5 – 1                                                                   | Svizzera                                                                | Amichevole                                                              | -                                                                       |                                                                         |
| 22-1-2017                                                               | Bilbao                                                                  | Spagna                                                                  | 8 – 1                                                                   | Svizzera                                                                | Amichevole                                                              | 1                                                                       |                                                                         |
| 1-3-2017                                                                | Larnaca                                                                 | Belgio                                                                  | 2 – 2                                                                   | Svizzera                                                                | Cyprus Cup 2017 - 1º turno                                              | -                                                                       |                                                                         |
| 3-3-2017                                                                | Larnaca                                                                 | Svizzera                                                                | 1 – 0                                                                   | Corea del Nord                                                          | Cyprus Cup 2017 - 1º turno                                              | -                                                                       |                                                                         |
| 6-3-2017                                                                | Larnaca                                                                 | Italia                                                                  | 0 – 6                                                                   | Svizzera                                                                | Cyprus Cup 2017 - 1º turno                                              | -                                                                       |                                                                         |
| 8-3-2017                                                                | Larnaca                                                                 | Svizzera                                                                | 1 – 0                                                                   | Corea del Sud                                                           | Cyprus Cup 2017 - Finale                                                | 1                                                                       |                                                                         |
| 10-4-2017                                                               | Skien                                                                   | Norvegia                                                                | 2 – 1                                                                   | Svizzera                                                                | Amichevole                                                              | 1                                                                       |                                                                         |
| 18-7-2017                                                               | Deventer                                                                | Austria                                                                 | 1 – 0                                                                   | Svizzera                                                                | Euro 2017 - 1º turno                                                    | -                                                                       |                                                                         |
| 22-7-2017                                                               | Doetinchem                                                              | Islanda                                                                 | 1 – 2                                                                   | Svizzera                                                                | Euro 2017 - 1º turno                                                    | 1                                                                       | 7’                                                                      |
| 26-7-2017                                                               | Breda                                                                   | Svizzera                                                                | 1 – 1                                                                   | Francia                                                                 | Euro 2017 - 1º turno                                                    | -                                                                       | 72’                                                                     |
| 15-9-2017                                                               | Elbasan                                                                 | Albania                                                                 | 1 – 4                                                                   | Svizzera                                                                | Qual. Mondiali 2019                                                     | 1                                                                       |                                                                         |
| 19-9-2017                                                               | Bienne                                                                  | Svizzera                                                                | 2 – 1                                                                   | Polonia                                                                 | Qual. Mondiali 2019                                                     | 1                                                                       | 75’                                                                     |
| 24-11-2017                                                              | Sciaffusa                                                               | Svizzera                                                                | 3 – 0                                                                   | Bielorussia                                                             | Qual. Mondiali 2019                                                     | -                                                                       | 68’                                                                     |
| 28-2-2018                                                               | Larnaca                                                                 | Italia                                                                  | 3 – 0                                                                   | Svizzera                                                                | Cyprus Cup 2018 - 1º turno                                              | -                                                                       |                                                                         |
| 2-3-2018                                                                | Larnaca                                                                 | Svizzera                                                                | 4 – 0                                                                   | Finlandia                                                               | Cyprus Cup 2018 - 1º turno                                              | 1                                                                       |                                                                         |
| 5-3-2018                                                                | Larnaca                                                                 | Svizzera                                                                | 0 – 0                                                                   | Galles                                                                  | Cyprus Cup 2018 - 1º turno                                              | -                                                                       |                                                                         |
| 7-3-2018                                                                | Larnaca                                                                 | Corea del Nord                                                          | 2 – 1                                                                   | Svizzera                                                                | Cyprus Cup 2018 - Finale 3º posto                                       | -                                                                       |                                                                         |
| 5-4-2018                                                                | Zurigo                                                                  | Svizzera                                                                | 1 – 0                                                                   | Scozia                                                                  | Qual. Mondiali 2019                                                     | 1                                                                       |                                                                         |
| 12-6-2018                                                               | Minsk                                                                   | Bielorussia                                                             | 0 – 5                                                                   | Svizzera                                                                | Qual. Mondiali 2019                                                     | 2                                                                       |                                                                         |
| 30-8-2018                                                               | Glasgow                                                                 | Scozia                                                                  | 2 – 1                                                                   | Polonia                                                                 | Qual. Mondiali 2019                                                     | 1                                                                       |                                                                         |
| 4-9-2018                                                                | Varsavia                                                                | Polonia                                                                 | 0 – 0                                                                   | Svizzera                                                                | Qual. Mondiali 2019                                                     | -                                                                       |                                                                         |
| 5-10-2018                                                               | Bruxelles                                                               | Belgio                                                                  | 2 – 2                                                                   | Svizzera                                                                | Qual. Mondiali 2019                                                     | -                                                                       |                                                                         |
| 9-10-2018                                                               | Bienne                                                                  | Svizzera                                                                | 1 – 1                                                                   | Belgio                                                                  | Qual. Mondiali 2019                                                     | -                                                                       |                                                                         |
| Totale                                                                  |                                                                         | Presenze                                                                | 131                                                                     |                                                                         | Reti                                                                    | 50                                                                      |                                                                         |

## Palmarès

### Club

#### Titoli nazionali
- Campionato tedesco: 4

Wolfsburg: 2016-2017, 2017-2018, 2018-2019, 2019-2020
- Campionato francese: 6

Olympique Lione: 2008-2009, 2009-2010, 2010-2011, 2011-2012, 2012-2013, 2013-2014
- Coppa di Germania: 5

Wolfsburg: 2015-2016, 2016-2017, 2017-2018, 2018-2019, 2019-2020
- Coppa di Francia: 3

Olympique Lione: 2011-2012, 2012-2013, 2013-2014

#### Titoli internazionali
- UEFA Women's Champions League: 2

Olympique Lione: 2010-2011, 2011-2012
- Mobcast Cup: 1

Olympique Lione: 2012

### Nazionale
- Cyprus Cup: 1

2017

### Individuali
- Freshman of the Year (miglior esordiente): 2004
- Miglior calciatrice svizzera: 2004, 2011, 2012, 2013, 2014 (record)